# Christine Kamm

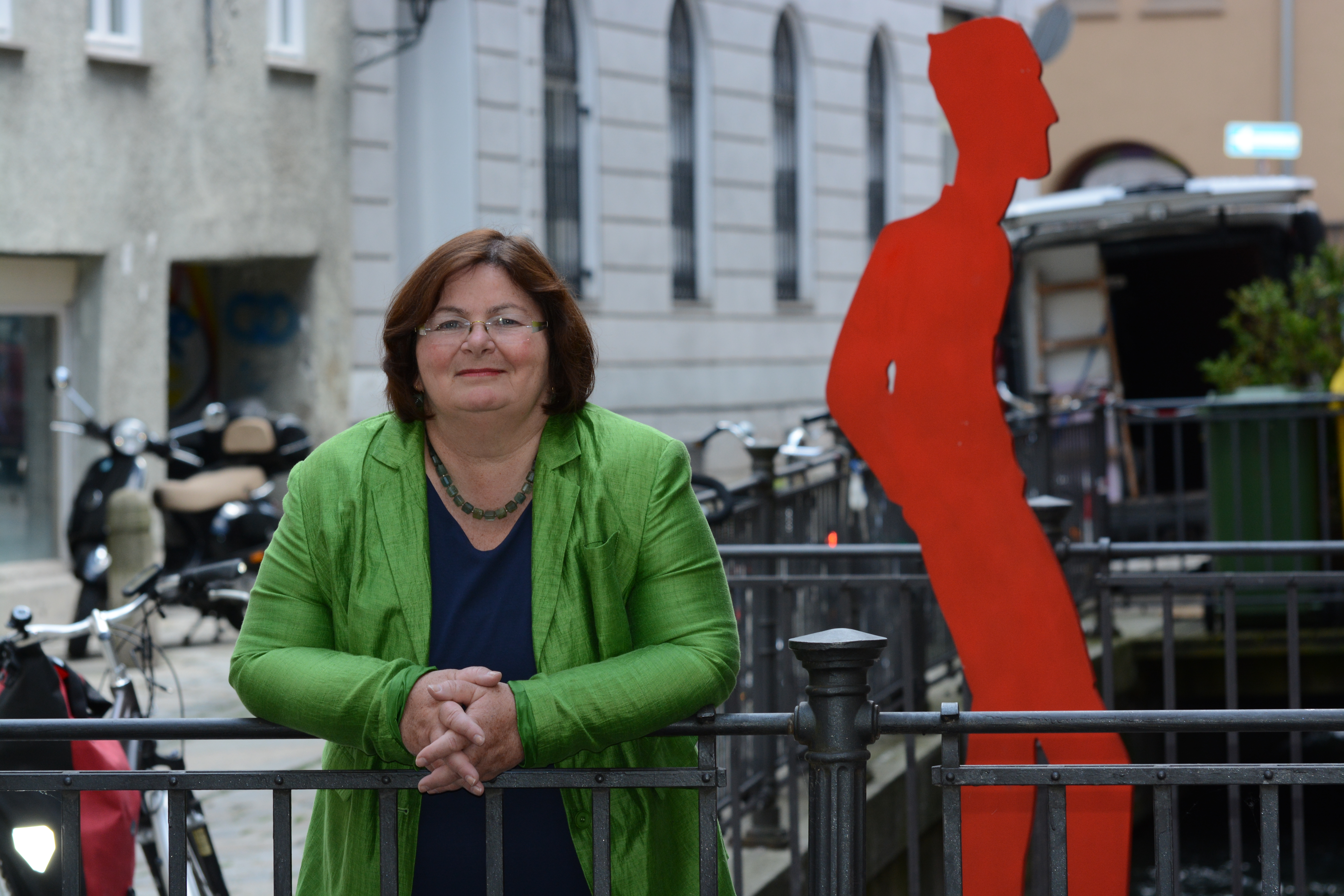
Christine Kamm (2013)

Christine Kamm (* 1. November 1952 in Dachau) ist Diplomökonomin und war von 2003 bis 2018 bayerische Landtagsabgeordnete für Bündnis 90/Die Grünen.
Sie war Sprecherin für Europapolitik, Asylpolitik und Integration ihrer Fraktion. Darüber hinaus vertrat sie die Grünen als Mitglied im Ausschuss für Arbeit und Soziales, Jugend, Familie und Integration und als Mitglied des Ausschusses für Bundes- und Europaangelegenheiten sowie regionale Beziehungen.

## Biographie
1972 schloss sie die Schule mit dem Abitur ab und studierte Wirtschafts- und Sozialwissenschaften an der Universität Augsburg. Sie arbeitete als Wirtschaftswissenschaftlerin an der Universität Hohenheim sowie in mehreren Unternehmen im Bereich der Organisationsentwicklung.
Christine Kamm engagierte sich langjährig ehrenamtlich für die Augsburger Obdachlosen- und Friedensarbeit, im Augsburger Energiewendekomitee und für den Agenda-21-Prozess. Sie ist Mitbegründerin und Geschäftsführerin der gemeinnützigen Tür-an-Tür-GmbH, die Wohnraum für Flüchtlinge schaffen will und dabei hohe ökologische Standards einhält. Für Tür-an-Tür leitet sie das Europadorf, ein Wohnprojekt für Flüchtlinge in Augsburg. Darüber hinaus ist sie Gesellschafterin des Augsburger Eine-Welt-Ladens.

## Politische Laufbahn
Seit 1983 gehört sie den Grünen an. 1990 wurde sie in den Stadtrat Augsburg gewählt, wo sie bis 2003 als Fraktionsvorsitzende arbeitete und für die Schwerpunkte Finanzen und Umweltpolitik zuständig war. 
Am 21. September 2003 wurde sie erstmals über die schwäbische Bezirksliste der Grünen in den Landtag gewählt und vertrat die Fraktion im Ausschuss Kommunale Fragen und Innere Sicherheit.
Bei der Landtagswahl 2008 trat sie im Stimmkreis Augsburg-Stadt-Ost an und wurde zum zweiten Mal über die Liste in den Landtag gewählt. In der 16. Legislaturperiode (2008–2013) war sie Sprecherin für Europapolitik, Kommunalpolitik und Wohnungspolitik und als Mitglied im Innenausschuss, im Europaausschuss und in der Datenschutzkommission tätig. Von 2008 bis 2014 war sie Vorsitzende der Schwäbischen Grünen.
Nach der Landtagswahl 2013 in Bayern zog sie als Spitzenkandidatin der schwäbischen Grünen zum dritten Mal in den Bayerischen Landtag ein. In der 17. Legislaturperiode (2013–2018) fungierte Christine Kamm als Sprecherin für Europapolitik, Asylpolitik und Integration der Fraktion Bündnis 90/Die Grünen im Bayerischen Landtag. Sie war Mitglied im Ausschuss für Arbeit und Soziales, Jugend, Familie und Integration und Mitglied des Ausschusses für Bundes- und Europaangelegenheiten sowie regionale Beziehungen.
Bei der Landtagswahl 2018 bewarb sie sich nicht mehr um ein Mandat.

## Familie
Christine Kamm hat drei Kinder und ist mit dem früheren bayerischen Landtagsabgeordneten und Vorsitzenden des Bundesverbands WindEnergie e.V. in Bayern Raimund Kamm verheiratet.

## Auszeichnungen
Am 1. Februar 2019 wurde ihr die Bayerische Verfassungsmedaille in Silber verliehen.